# Lubań (gmina)
Lubań est une gmina rurale du powiat de Lubań, Basse-Silésie, dans le sud-ouest de la Pologne. Son siège est la ville de Lubań, bien qu'elle ne fasse pas partie du territoire de la gmina.
La gmina couvre une superficie de 142,15 km2 pour une population de 6 482 habitants.

## Géographie
La gmina est bordée par la ville de Lubań et les gminy de Gryfów Śląski, Leśna, Nowogrodziec, Olszyna, Pieńsk, Platerówka, Siekierczyn, Sulików et Zgorzelec.
La gmina contient les villages de Henryków Lubański, Jałowiec, Kościelnik, Kościelniki Dolne, Mściszów, Nawojów Łużycki, Nawojów Śląski, Pisarzowice, Radogoszcz, Radostów Dolny, Radostów Górny, Radostów Średni et Uniegoszcz.